# Егенфелден
Егенфелден (њем. Eggenfelden) град је у њемачкој савезној држави Баварска. Једно је од 31 општинског средишта округа Ротал-Ин. Према процјени из 2010. у граду је живјело 12.837 становника. Посједује регионалну шифру (AGS) 9277116.

## Географски и демографски подаци
Егенфелден се налази у савезној држави Баварска у округу Ротал-Ин. Град се налази на надморској висини од 416 метара. Површина општине износи 44,4 km². У самом граду је, према процјени из 2010. године, живјело 12.837 становника. Просјечна густина становништва износи 289 становника/km².

## Међународна сарадња
| Мјесто        | Држава    | Врста сарадње | Од    |
| ------------- | --------- | ------------- | ----- |
| Балатоналмади | Мађарска  | партнерство   | 2000. |
| Каркасон      | Француска | партнерство   | 1973. |
| Извор         |           |               |       |